# Mecosaspis maynei
Mecosaspis maynei là một loài bọ cánh cứng trong họ Cerambycidae.